# 王营子乡
王营子乡，是中华人民共和国辽宁省朝阳市朝阳县下辖的一个乡镇级行政单位。

## 行政区划
王营子乡下辖以下地区：
王营子村、八家子村、南营子村、北营子村、二道沟村、黑虎村、过良沟村和大西沟村。